# ホスフィレン
ホスフィレン(Phosphirene)は、化学式C2H2PHの有機リン化合物である。無色の気体で商業的には無価値である。最も単純な環状不飽和有機リン化合物として、研究者の注目を集める関連化合物のプロトタイプとなっている。
1つ以上の水素原子が有機置換基に置換したホスフィレン類は、遥かに一般的である。最初の例である1,2,3-トリフェニルホスフィレンは、ホスフィニジン錯体Mo(CO)5PPhをジフェニルアセチレンでトラップすることにより作成された。
炭素原子間の二重結合の配置により、リン中心が2つの炭素原子と1つの水素原子に結合する1H-ホスフィレン、または、リン中心と炭素原子の間に二重結合がある2H-ホスフィレンとなる。2H-ホスフィレンは、1987年にマンフレッド・レギッツらにより初めて合成されたが、その化学的性質は、ダグラス・ステファンらの一連の報告まで比較的明らかにならなかった。